# Tailored blank

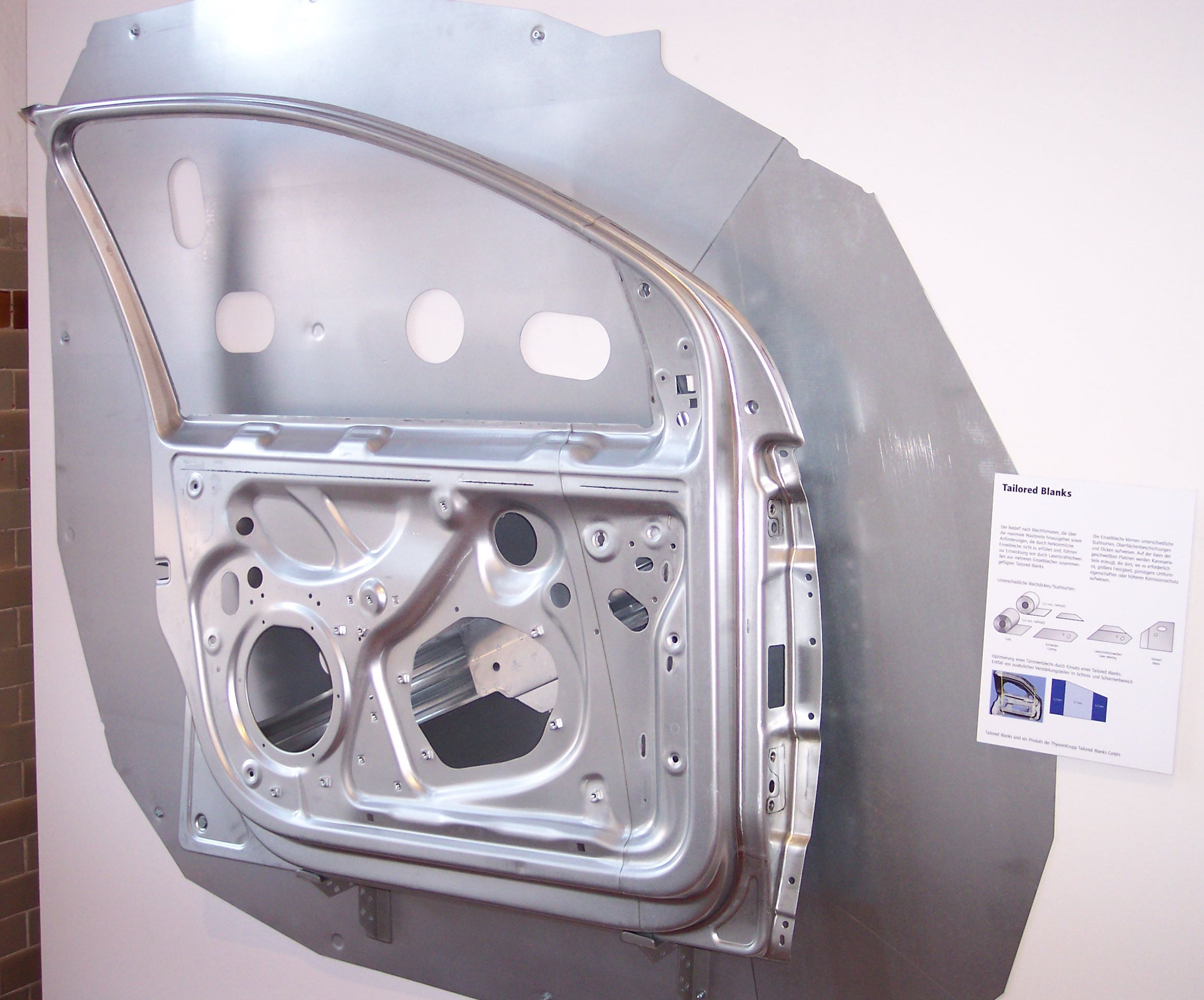
Un panel interior de puerta confeccionada mediante tailor blank.

Tailored blanks es una técnica de piezas semiacabadas, las cuales se confeccionan a partir de láminas distintas aleaciones, grosores, capados y propiedades de material. Tras esa fase, las piezas se someterán a embutición o estampado.
El tailored blank fue inventado por ThyssenKrupp, con el objetivo de elaborar láminas más anchas que las que confeccionaban las laminadoras de la época. Hoy en día, el tailored blank se utiliza en elementos como los paneles de las puertas, que son más finos cerca de las bisagras y más gruesos cerca de la cerradura, para soportar cargas y distintos tipos de corrosión. Estas piezas suelen ser más ligeras y baratas que las láminas convencionales. Las tailored blanks suelen estar conformadas de acero; aunque también se pueden encontrar aleaciones con aluminio y otros materiales, aunque no es tan común.

## Tipos
- Soldaduras tailor blank (Tailor Welded Blanks (TWB) en inglés): están soldadas a partir de distintas láminas es unión a tope. Se suele realizar con soldadura láser, soldadura con rayo de electrones o soldadura por fricción-agitación.
- Tiras tailored (Tailored Strips en inglés): son líneas soldadas de forma continua.
- Bobinas tailored (Tailored Coils en inglés): son bobinas soldadas de forma continua.
- Laminados tailor blank (Tailor Rolled Blanks (TRB) en inglés): son láminas con una transición de grosor continuo. Estos cambios de grosor se realizan mediante un laminado en frío.
- Parcheo (Patchwork Blanks en inglés): son laminas reforzadas de forma local, añadiendo otras láminas, a modo de parches, mediante soldadura láser o adhesivos.
- Tubos tailored (TT): son componentes tubulares con variaciones de dureza y grosor. Por ejemplo, utilizados en el hidroconformado.
- Orbitales tailored (Tailored Orbitals (TO)): son tubos con forma de donut con los extremos soldados de punta a punta para aplicaciones en automoción.
- Tratado por calor tailor blank (Tailor Heat Treated Blanks): son láminas que muestran distintas propiedades de material. Se aplica un tratado de calor para cambiar las propiedades del aluminio, como envejecimiento térmico. Así, las propiedades del material se pueden optimizar para, posteriormente, ser sometido a embutición o aplicarlo a su objetivo.